# La Matria Fest
La Matria Fest es un festival de música que se celebra en Santiago (Chile) donde se dan a conocer proyectos musicales liderados por mujeres en torno a temas de feminismo, diversidad y migración. Nació como fonda, creada en 2017 por la cantante independiente y feminista chilena Mariel Mariel, como alternativa a la escasa presencia femenina en las fiestas nacionales, con la intención de que en los eventos culturales de Chile hubiera mayor equilibrio en la participación de mujeres y hombres.

## Historia
Debido a la dificultad que tienen las mujeres para integrarse en los circuitos y escenarios musicales de Chile con proyectos propios, la artista Mariel Mariel, tras asistir en julio de 2017 al concierto de presentación de la cantante Evelyn Cornejo, buscó la forma de organizar un evento durante las Fiestas Patrias de septiembre, en el que participaran Cornejo y otras mujeres artistas. Junto con su equipo de trabajo, consideró que era preciso buscar una alternativa a la forma de celebrar estas fiestas que tradicionalmente están marcadas por el machismo y pensaron en una fiesta “Matria”. El equipo se planteó cómo se hubiera celebrado “el Dieciocho” de haber existido mujeres referentes, quiénes hubieran sido esas mujeres y cómo fueron las mujeres que borró la historia oficial. Es decir, pensaron en “La Matria” como antítesis de “La Patria”.
El equipo de trabajo que estaba formado por Julia Romero, artista, escultora y coordinadora del Museo de Arte Contemporáneo de Santiago (MAC), Belén Villagra, diseñadora de imágenes, Martina Valladares, gestora cultural y la propia Mariel identificó a las mujeres chilenas importantes en la historia y seleccionó a cuatro para visibilizarlas en el primer evento dejando al resto para eventos posteriores. Las cuatro primeras fueron la poeta Gabriela Mistral, la cantante y compositora Violeta Parra, la política Gladys Marín y la abogada y activista feminista Elena Caffarena.

## Ediciones
1ª edición. Septiembre de 2017
El primer encuentro musical tuvo lugar el 16 de septiembre de 2017 en Pacto Arte Bar, en la comuna de Providencia de la ciudad de Santiago, como Fonda La Matria. Participaron cuatro mujeres feministas y multiculturales, Mariel Mariel (flow latino), Evelyn Cornejo (canción de autora), Jaas Newén (hip hop con raíces), Calila Lila (cueca chilena) y La Banda en Flor (cumbia).
2ª edición. Mayo de 2018
La segunda edición se celebró, esta vez como festival, el 10 de mayo de 2018 en Club Chocolate, en el Barrio Bellavista, en la ciudad de Santiago, con la participación de Ana Tijoux, con su proyecto Roja y negro, Mákina Kandela (cumbia), Evelyn Cornejo (canción de autora) y Mariel Mariel (flow latino). Presentó el evento la periodista y activista Andrea Ocampo.
3ª edición. Septiembre de 2018
Por segunda vez en 2018 se celebra el evento, que vuelva a su ubicación original en Pacto Arte Bar, comuna de Providencia, pero a diferencia de ediciones anteriores, durante 2 días, 15 y 16 de septiembre. Esta vez con la presencia sobre el escenario de Mariel Mariel (flow latino), Colombina Parra (folk-rock), Javiera La Caimana (salsa y ritmos afro latinos), Myzty-K (hip hop activista), La Banda en Flor (cumbia), Calle Lila (cueca), Caro López (payadora feminista), La Pingarita (femicumbia chilena), Las Pescadoras e Ikanusi (ritmos y géneros latinoamericanos).
4ª Edición. Diciembre de 2019
En esta 4ª edición, el festival se celebra por primera vez en diciembre con el objetivo de tener un mayor impacto mediático y servir de apoyo al feminismo chileno. Tuvo lugar en el estadio Juan Antonio Ríos de la comuna de Independencia, sector que, según la organización, no suele formar parte de los circuitos culturales. En esta ocasión, la organización buscó convertirse en un espacio cultural para toda la familia. El equipo organizador estuvo compuesto por Mariel Villagra (Mariel Mariel) como directora de La Matria Producciones, Martina Valladares como directora ejecutiva y Belén Villagra como directora de contenidos y diseño. Contó en el escenario con las cantantes Ana Tijoux (rap), Mariel Mariel, Princesa Alba (trap, pop), Pascuala Ilabaca (étnica y folclórica chilena) y Consuelo Schuster (pop, jazz) y otras. En esta ocasión, gracias a la colaboración de la Municipalidad de Independencia y la Corporación de Cultura y Patrimonio de la comuna, el encuentro fue gratuito.